# Överlevnadsdräkt

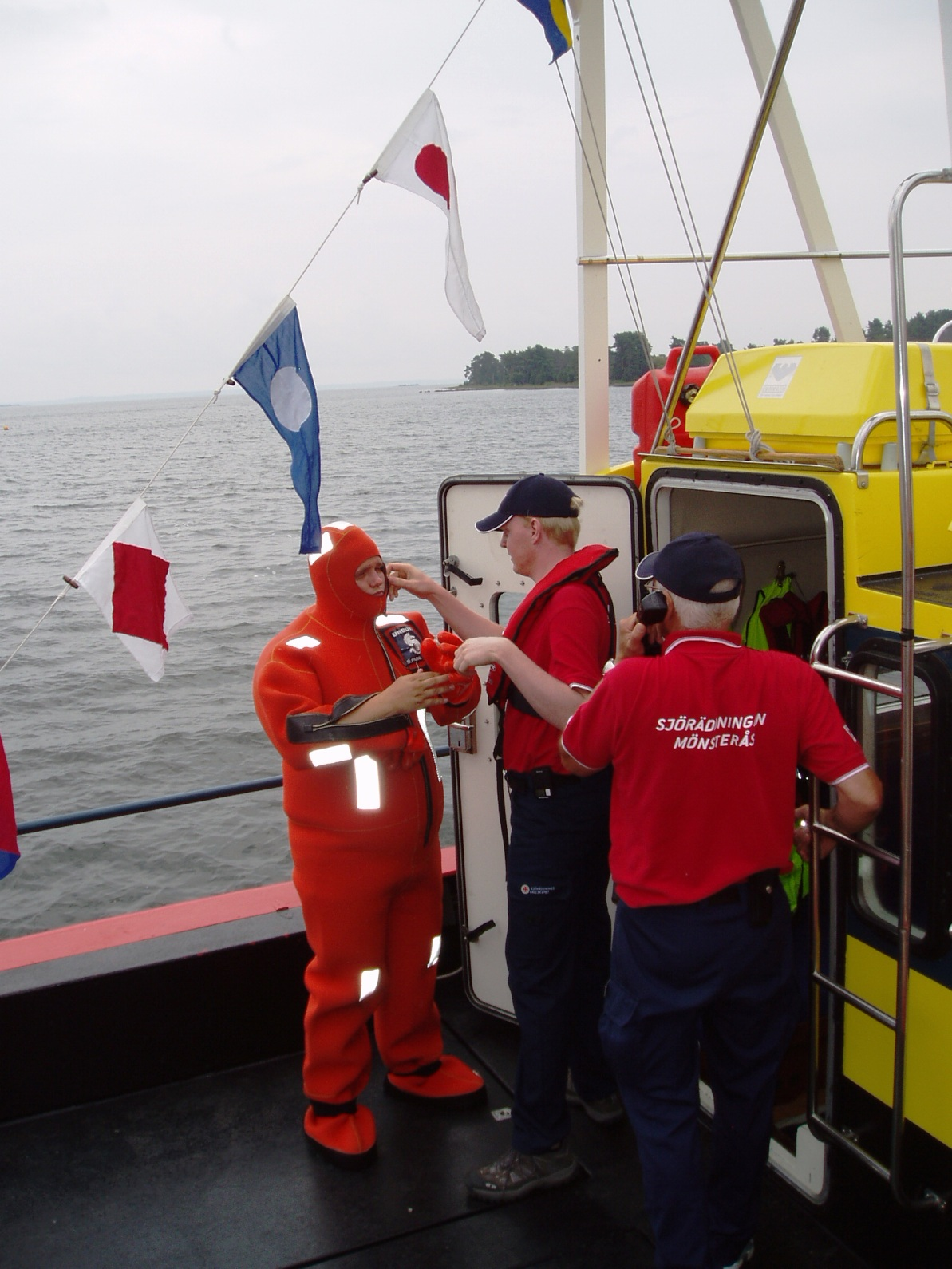
Överlevnadsdräkt vid en visning i Pataholm

En överlevnadsdräkt är ett klädesplagg, avsett att ge maximalt skydd åt personal som arbetar i och vid vatten vid en eventuell olyckshändelse. Överlevnadschansen för personer som av en olyckshändelse hamnat i vattnet förbättras radikalt om de kan hålla sig torra. Risken för omedelbar köldchock elimineras och personen överlever därmed längre i vattnet. 
Då man faller i kallt vatten kan den massiva expositionen mot kroppens köldreceptorer leda till reflexiv hyperventilation, det vill säga att personen börjar andas våldsamt vilket kan leda till vatten i luftvägarna. En helt annan risk vid fall i kallt vatten är nedkylningen som relativt snabbt sker av kroppens temperatur. Eftersom vatten leder bort värme 20 gånger snabbare jämfört med luft så kyls en kropp ned mycket snabbt om den hamnar i kallt vatten, vilket leder till hypotermi. Då kroppstemperaturen sjunker under 30 grader börjar medvetandet grumlas och tankeförmågan försämras. 24 grader är en kritisk gräns då hjärtats retledningssystem börjar fallera och risken för farliga rubbningar av hjärtrytmen uppträder. 
Överlevnadsdräkten garanterar inte överlevnad, utan flyttar fram tiden för nedkylning, ofta inte mer än cirka 30 minuter till en dryg timma. Det är därmed viktigt att man under dräkten bär kläder som ytterligare kan minska risken för nedkylning. 
Om en person kylts ned till temperaturer som påverkar allmäntillståndet så skall man vara mycket försiktig med att snabbt värma upp denna person. Kroppen drar ned blodgenomströmningen i ben och armar vid kraftig nedkylning och vid snabb uppvärmning släpper denna skyddsmekanism till följd att kallt blod från armar och ben strömmar till hjärtat, vilket kan ge personen en hjärtrytmrubbning som är dödlig. Under andra världskriget hamnade besättningsmän i vattnet efter att deras skepp torpederats, vid räddningen placerade man upplockade nedkylda besättningsmännen i maskinrummet där det var varmt. Detta ledde inte sällan till att den skyddsmekanism som strypt blodflödet i armar och ben släppte och den räddade drabbades av arytmi och dog. Värm upp personen långsamt. Det kan nämnas att ytliga avgränsade köldskador skall värmas upp snabbt. 